# Aktiv (varumärke)

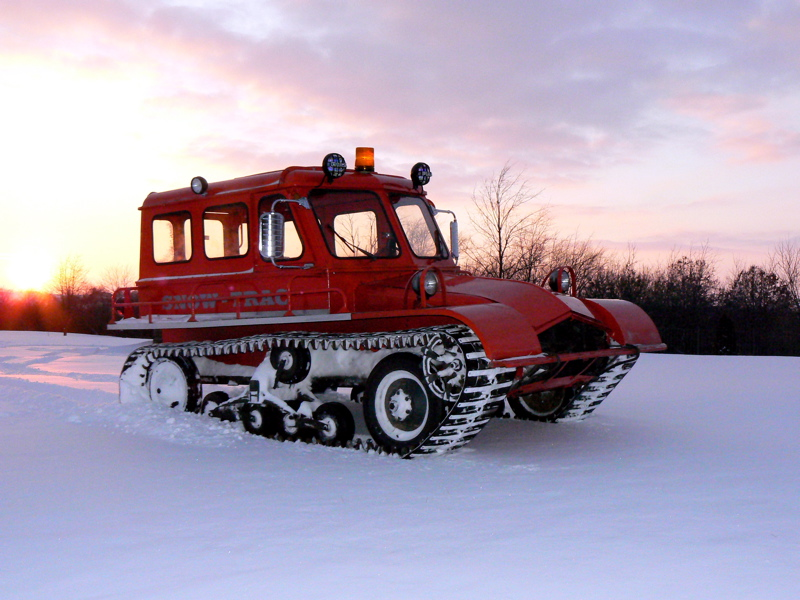
1972 års Aktiv Snow Trac ST4 som tillverkades mellan 1957 och 1981.

Aktiv, svenskt varumärke för jordbruksmaskiner, släpvagnar, snövesslor och snöskotrar, som tillverkades av Westeråsmaskiner i Morgongåva, Heby kommun. 